# Ариабигн
Ариабигн (др.-греч. Ἀριαβίγνης; родился около 522 года до н. э. — погиб в битве при Саламине в 480 году до н. э.) — один из сыновей персидского царя Дария I. Принимал участие в персидском вторжении в Грецию. Командовал карийскими и ионийскими войсками.

## Биография

### Происхождение
Ариабигн был одним из многочисленных сыновей царя Дария I. Его матерью называли дочь персидского аристократа Гобрия (Γοβρύας). Плутарх говорит о нём как о храбром человеке и наиболее способном и справедливом из братьев Ксеркса I, который занял трон Персии после смерти Дария I.

### Борьба за трон
Плутарх утверждал, что Ариабигн сам претендовал на престол после смерти Дария I как старший из сыновей царя и заявил Ксерксу, что только он имеет право на трон, так как является старшим из тех сыновей, кто родился у Дария I после воцарения. По сведениям античных авторов знатные персы доверили разрешить этот спор Артабану, влиятельному царедворцу, который некоторое время был регентом державы. Артабан отдал предпочтение Ксерксу, и Ариабигн без колебаний присягнул брату в верности и в дальнейшем всегда отдавал ему все полагающиеся царю почести. Согласно Геродоту, который писал, что самым старшим из братьев был Артабазан (Ἀρταβαζάνης), данный спор о праве на престол произошёл ещё при жизни Дария I.

### Гибель
Во время второго персидского вторжения в Древнюю Грецию Ариабигн входил в число высших военачальников в армии Ксеркса I — был одним из четырёх флотоводцев. Под его началом были корабли Карии и Ионии.
В сентябре 480 года до н. э. во время грандиозной битвы при Саламине корабль Ариабигна оказался в самой гуще морского сражения. В кульминационный момент экипажи многих судов сошлись в абордажной схватке. По сообщению Плутарха, флотоводца убили греческие воины Амейний (Ἀμεινίας) из Декалеи (согласно Геродоту — он был из Палини) и Соклес (Σωκλῆς) из Палини.
Плутарх также сообщал, что Ариабигна убили в тот момент, когда он пытался подняться на борт греческого корабля, но был пронзён копьями. После этого тело Ариабигна сбросили в море.
По Плутарху, среди плавающих в море сотен тел и множества обломков кораблей только знаменитая Артемисия I смогла узнать погибшего Ариабигна. Она приказала поднять его тело на борт своего корабля и позднее передала Ксерксу I.